# Saldinae
Sous-famille
Les Saldinae sont une sous-famille d'insectes du sous-ordre des hétéroptères (punaises), de la famille des Saldidae.
Deux tribus sont présentes en Europe :
- Saldini
- Saldoidini